# Ла-Асунсьон
Ла-Асунсьо́н (исп. La Asunción) — город в Венесуэле, административный центр штата Нуэва-Эспарта. Находится на острове Маргарита, к северу от города Порламара. Население — 36 806 тысяч жителей.
Город был построен и укреплён в 1565 году капитаном Педро Гонсалесом. Неоднократно был атакован пиратами. В 1648 году почти все его жители погибли от тропической эпидемии.
В старой части города сохранились памятники колониальной архитектуры: «Старый Мост» (исп. El Puente Viejo), по которому в город въезжают с северной стороны, музей Нуэва Кадис (исп. Nueva Cadiz), в котором представлены работы современных живописцев и скульпторов. Рядом со зданием расположена площадь Plaza Bolívar, на которой находится одна из древнейших и красивейших церквей Венесуэлы — La Iglesia de Nuestra Señora de La Asunción. Строительство церкви начато в 1570 году и окончено в 1617. С тех пор церковь практически не перестраивалась. Одним из сохранившихся старых зданий является бывший монастырь, построенный между 1593 и 1617 годами, в настоящее время в нём находится администрация штата и заседает законодательное собрание.
На дороге, ведущей в Порламар, расположен памятник La Columna de Matasiete, напоминающий о победе республиканцев в войне за независимость против Испании в 1817 году. На одном из холмов на севере города расположена крепость Castillo de Santa Rosa, которая возведена в конце XVII века.